# U 112 (U-Boot, 1918)
U 112  war ein diesel-elektrisches U-Boot der deutschen Kaiserlichen Marine im Ersten Weltkrieg.

## Geschichte
U 112 wurde am 5. Mai 1916 in Auftrag gegeben. Die Herstellung des Bootskörpers übernahm die Bremer Vulkanwerft in Vegesack. Die Fertigstellung erfolgte bei der Germaniawerft in Kiel, wo das Boot am 26. Oktober 1917 vom Stapel lief.
U 112 wurde erst am 30. Juni 1918 in Dienst gestellt. Nachfolgend wurde das Boot der IV. U-Flottille in Emden und Borkum zugeordnet. Erster und einziger Kommandant war Kapitänleutnant Friedrich Petersen (30. Juni 1918 bis 11. November 1918). Das Boot führte während des Ersten Weltkriegs keine Feindfahrten durch und konnte daher keine Schiffe versenken oder beschädigen.
Am 22. November 1918 wurde U 112 an das Vereinigte Königreich ausgeliefert. Die Verschrottung erfolgte 1922 in Rochester.